# Hamm am Rhein
Hamm am Rhein ist eine Ortsgemeinde im Landkreis Alzey-Worms in Rheinland-Pfalz. Sie gehört der Verbandsgemeinde Eich an.

## Geographie

### Geographische Lage
Hamm am Rhein gehört zum rheinhessischen Wonnegau und grenzt an die Gemarkungen von Worms-Ibersheim und Eich (Rheinhessen). Das Gebiet befindet sich in einem ehemaligen Überschwemmungsgebiet des Rheins innerhalb der Oberrheinischen Tiefebene und liegt seit 1977 im Landschaftsschutzgebiet Rheinhessisches Rheingebiet.
Der Rhein ist auf 7,3 Stromkilometern Gemarkungs- und Landesgrenze zu Hessen. Auf der anderen Rheinseite liegt die Stadt Gernsheim, verbunden mit der Rheinfähre Gernsheim. Im Süden beginnt das Rheinufer an der Gemarkungsgrenze mit Ibersheim, an der Straße zum Rhein (ehemaliges Gasthaus Schmittel) bei km 458,4. Das nördliche Ende ist bei dem großen und bekannten Naherholungsgebiet Eicher See.  Die Gemarkungsgrenze ist dort kurz vor der Bootseinfahrt zum See im Gemarkungsteil Steinswörth bei km 465,7. Hier ist auch das schärfste Rheinknie, Schwarzer Ort genannt. Hamm liegt im östlichsten Teil von Rheinhessen.
Als ehemaliges Reihendorf liegt das Wohngebiet idyllisch an einem ehemaligen Altrheinarm, durch die Flussinsel Ibersheimer Wörth vom Neurhein getrennt. Der Seitenarm ist teilweise Grenzgewässer zwischen den Gemarkungen von Hamm und Ibersheim. Folgerichtig nennt man ihn dort Scheidegraben, mundartlich Schadegrawe. Eine andere Bezeichnung ist noch Anhang. Damit meint man Teil des Rheins.
Bis 1816 gehörte die Hammer Aue, mit ca. 230 ha auf der rechtsrheinischen Seite, noch zum Gemarkungsgebiet von Hamm. Das Gelände ist heute FFH-Gebiet von Gernsheim und Groß-Rohrheim.

## Geschichte

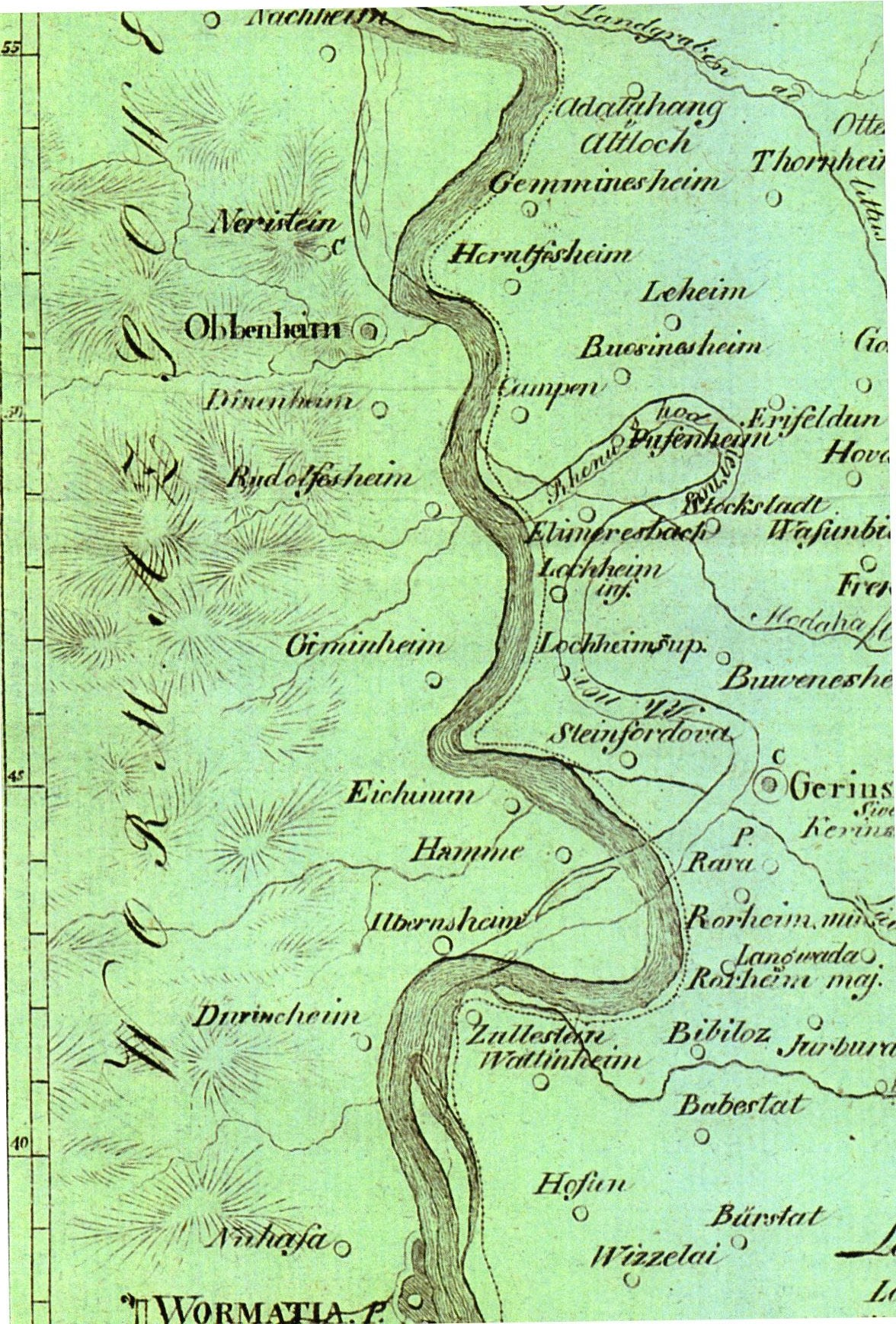
Mittelalterliche Gaue mit altem und neuem Rheinlauf

### Ortsname
Dem Ortsnamen Hamm liegt der Geländename hamna, als sekundäre Nebenform zu germ. habna, zugrunde. Dies bedeutet Bucht am Strand bzw. im äußeren, größeren Bogen einer Flusswindung. Der Hamm ist demnach herkunftsmäßig mit Hafen zu setzen. An anderer Stelle wird erklärt, dass der Name durch die Krümmung herbeigeführten Hemmung der Flussströmung herrührt. Hier bestand ein Naturhafen oder eine Schiffslände an einer Rheinschlinge im Bereich der heutigen Dörrlache. Dort besteht heute noch ein Niveauunterschied von ca. 3 m im Gelände. Nach den historischen Rheinlaufkarten von Johann Heinrich Hass (1799) und Friedrich Wilhelm Delkeskamp (1842) befand sich an der ehemaligen Flussschlinge und dem Bachlauf damals noch ein altrheintypisches Biotop.

### Erste Erwähnungen
Im Lorscher Codex sind sechs Schenkungen vermerkt, die sich auf Hamm beziehen. Es sind die ältesten erhaltenen schriftlichen Nennungen des Ortes:
- 14. Oktober 782, mit Urkunde 1860 schenkt Eberhold Hofreiten, Felder, Häuser, Leibeigene – auch in anderen Orten.
- 08. Juni 788, mit Urkunde 1449 schenkt Erlulf eine Hofreite.
- 11. August 789, mit Urkunde 1452 schenkt Rubert alle Vorräte, jetzt und später.
- 22. April 791, mit Urkunde 1965 schenkt Erlulf Hofreiten, Weinberge, Häuser, Leibeigene – auch in anderen Orten.
- 04. Juni 793, mit Urkunde 1450 schenkt Bruno Hofreiten, Äcker, Wiesen, Wohnhäuser, Leibeigene – auch in anderen Orten.
- 01. Juni 870, mit Urkunde 1451 schenkt Rudeger einen Morgen Land und tauscht einen Morgen.

Auch das Kloster Otterberg war im Ort begütert.

### Frühere Ortsteile
Innerhalb der heutigen Gemarkung lagen noch die ehemaligen Ortsteile (Wüstungen) Steinswörth und Lochheim. Aus dem Lorscher Codex sind acht Schenkungen von Lochheim bekannt, aufgeteilt in oberes (superior) und unteres (inferior) Lochheim. Es ist anzunehmen, dass Oberlochheim auf dem heutigen Hammer Gebiet gelegen hat und Unterlochheim in der Eicher Gemarkung.

### Neuzeit
Bis Ende des 18. Jahrhunderts gehörte Hamm zum Oberamt Alzey. Während der sogenannten Franzosenzeit war der Ort Sitz einer Mairie im Kanton Bechtheim, der Teil des Departements Donnersberg war. Zur Mairie Hamm gehörte auch Ibersheim. Aufgrund der 1815 auf dem Wiener Kongress getroffenen Vereinbarungen und einem 1816 zwischen Hessen-Darmstadt, Österreich und Preußen geschlossenen Staatsvertrag kam die Region und damit auch die Gemeinde Hamm zum Großherzogtum Hessen und wurde von diesem seiner Provinz Rheinhessen zugeordnet. Nach der Auflösung der rheinhessischen Kantone kam der Ort 1835 zum neu errichteten Kreis Worms, zu dem er bis zur Gebietsreform 1969 gehörte. Seit dem 1. Januar 2002 trägt die Gemeinde die zusätzliche Ortsbezeichnung „am Rhein“.

### Vermutliches Nibelungenschatzgelände
Die einzige bekannte Stelle, an der nach dem berühmten und sagenhaften Nibelungenhort archäologisch gesucht wurde, ist in der Gemarkung von Hamm am Rhein. In der Nähe der linksrheinischen Anlegestelle der Rheinfähre Gernsheim hat der Mainzer Architekt Hans Jörg Jacobi nach jahrelangen Recherchen mit verschiedenen Methoden bis auf 25 m Tiefe in den 1970er Jahren suchen lassen.

## Politik

### Gemeinderat
Der Gemeinderat in Hamm am Rhein besteht aus 16 Ratsmitgliedern, die bei der Kommunalwahl am 9. Juni 2024 in einer personalisierten Verhältniswahl gewählt wurden, und dem ehrenamtlichen Ortsbürgermeister als Vorsitzendem.
Die Sitzverteilung im Gemeinderat:
| Wahl | SPD | CDU | FDP | WGR | Gesamt   |
| ---- | --- | --- | --- | --- | -------- |
| 2024 | 6   | –   | –   | 10  | 16 Sitze |
| 2019 | 7   | 4   | –   | 5   | 16 Sitze |
| 2014 | 8   | 2   | 5   | 1   | 16 Sitze |
| 2009 | 9   | 3   | 4   | –   | 16 Sitze |
| 2004 | 10  | 3   | 3   | –   | 16 Sitze |
| 1999 | 11  | 2   | 3   | –   | 16 Sitze |

### Bürgermeister
Hans-Werner Barth (parteilos) wurde am 30. März 2022 Ortsbürgermeister von Hamm am Rhein. Bei der Direktwahl am 6. März 2022 hatte er sich mit einem Stimmenanteil von 67,71 % durchgesetzt. Bei der Direktwahl am 9. Juni 2024 setzte sich Barth mit 82,0 % erneut gegen einen Mitbewerber durch und wurde damit für weitere fünf Jahre im Amt bestätigt.
Barths Vorgänger Frank Ritterspach (SPD) war bei der Kommunalwahl am 26. Mai 2019 mit einem Stimmenanteil von 63,54 % gewählt worden. Er wurde damit Nachfolger von Helmut Seibel, der nicht mehr kandidiert hatte. Mit Wirkung zum 31. Dezember 2021 legte Ritterspach das Amt aus zeitlichen Gründen vorzeitig nieder.
Bisherige Bürgermeister seit 2009:
- 2009–2014 Volker Luckas (SPD)
- 2014–2019 Helmut Seibel (FDP)
- 2019–2021 Frank Ritterspach (SPD)
- seit 2022 Hans-Werner Barth (parteilos)

### Wappen

Bannerflagge der Ortsgemeinde Hamm am Rhein

| Wappen von Hamm am Rhein | Blasonierung: „Drei silberne Hechte, waagrecht übereinander angeordnet und nach rechts blickend, auf rotem Grund.“ |
| Wappen von Hamm am Rhein | Wappenbegründung: Da eine alte Siegel- oder Wappentradition fehlt, soll das neugeschaffene Wappen auf die früher in Hamm beschriebene Fischerei – das Fischregal in Hamm was altes kurpfälzisches Hoheitsrecht – hinweisen. Das Gemeindewappen wurde am 20. Februar 1957 vom Innenministeriums in Mainz genehmigt. |

### Partnergemeinde
- Varois-et-Chaignot, Département Côte-d’Or, Frankreich (seit 1983)

## Kultur und Sehenswürdigkeiten

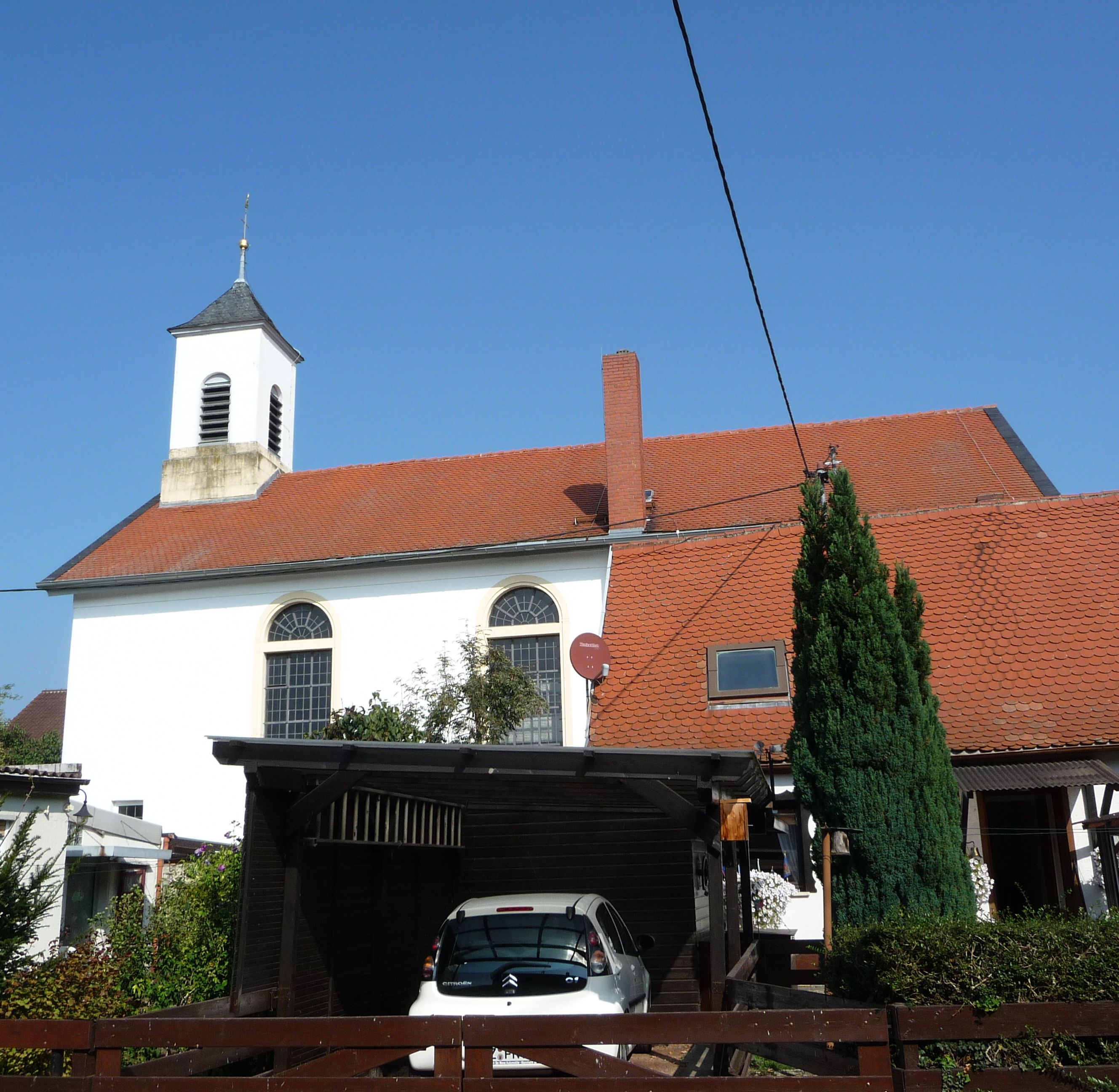
Evangelische Kirche in Hamm am Rhein

### Natur- und Baudenkmäler
Das Wahrzeichen von Hamm ist eine Friedenseiche zur Erinnerung an den Deutsch-Französischen Krieg. Der Eichbaum wurde am Ostermontag 1872 gegenüber dem heutigen Rathaus gepflanzt und steht unter Naturschutz. Das Kriegerdenkmal, mit dem Löwen darauf, ist heute nicht mehr vorhanden.
Zwischen 1939 und 1945 gab es die Rheinbrücke Gernsheim, die in erster Linie militär-strategische Bedeutung hatte.
Siehe auch: Liste der Kulturdenkmäler in Hamm am Rhein
Das Naherholungsgebiet für die Hammer Bevölkerung ist der Ibersheimer Wörth. Es liegt jenseits des Scheidegrabens (Grenzgraben) auf Ibersheimer Gemarkung und ganz im Norden des Wormser Stadtgebietes.

### Regelmäßige Veranstaltungen
- Hammer Markt: nach ehemals jährlichem Jahrmarkt, als Vieh- und Krämermarkt[21], am Sonntag nach Kreuzerhöhung[22].
- Open Air Hamm: Eines der ältesten jährlichen Open-Air-Festivals in Deutschland auf den Rheinwiesen bei den 12 Aposteln.[23]
- Eichbaumfest: Jährliches Fest des Sportvereins Rheingold 08 bei den Sportplätzen.
- Maibaumfest: Jährliches Fest der Freiwilligen Feuerwehr mit einem Maibaum, neben der Friedenseiche und dem Rathaus.
- Kartoffelfest: Jährliches Fest des Männergesangvereins rund um die Kartoffel jeweils an Fronleichnam mit Krönung der rheinland-pfälzischen Kartoffelkönigin

## Wirtschaft und Infrastruktur

### Gewerbe
Zu Beginn des 20. Jahrhunderts bildete das Korbmacherhandwerk die Haupteinnahmequelle der Bevölkerung. Begünstigt durch die Lage am weidenreichen Altrhein entwickelte sich das Dorf zu einem weit bekannten Zentrum für das Flechthandwerk. Nach dem Zweiten Weltkrieg produzierte noch die Spankorbfabrik für einige Jahre. Das traditionelle Flechthandwerk kam wegen der Kunststoff-Produkte zum Erliegen. Außerdem gibt es heute noch eine Drahtverarbeitungsfabrik.

### Verkehr
Ab 1900 hatte Hamm einen Bahnhof für den Personen- und Güterverkehr auf der Bahnstrecke Osthofen–Rheindürkheim–Guntersblum. 1969 wurde der Reisezugverkehr auf dieser Bahnstrecke durch Busse nach Worms und Guntersblum ersetzt. Die nächsten Bahnhöfe liegen an der Bahnstrecke Mainz–Ludwigshafen.
Hamm ist durch zwei Kreisstraßen mit seinen Nachbarorten Eich und Ibersheim verbunden. Über die Rheinfähre Gernsheim gelangt man, von der eigenen Gemarkung aus, auf die rechtsrheinische Seite mit der Autobahn-Anschlussstelle Gernsheim. Die nächste Rheinbrücke ist die Nibelungenbrücke Worms.

### Bildung
Die Realschule plus in Eich (früher Haupt- und Realschule) erreichen die Schüler mit Schulbussen. Weiterführende allgemeinbildende Schulen sind drei Gymnasien in Worms.

## Persönlichkeiten
- Heinrich/Henry Kappes (* 19. September 1824 Hamm am Rhein; † 25. Oktober 1915 in Evanston (Illinois)). Er entstammt einer bekannten rheinhessischen reformierten Lehrerfamilie. Nach seiner Auswanderung ist später in Indianapolis die „Kappes Street“ nach ihm benannt worden.[24][25]